# 징타이 고속공로
징타이 고속공로(京台高速公路, 경대고속공로) 혹은 베이징-타이베이 고속도로는 수도인 베이징시와 타이완성(현 중화민국) 타이베이시를 잇는 중화인민공화국의 고속형 공공도로이다. 중국국가고속공로망의 제G3호 고속공로로 지정되어 있으며, 톈진 직할시, 허베이성, 산둥성, 장쑤성, 안후이성, 저장성, 푸젠성을 거쳐가는 것이 특징이다.
현재 이 고속공로는 개통되지는 않았으며 구상 단계예 놓여있는데, 이 도로의 건설에 있어서 타이완 문제와 연관되어 논쟁에 놓여 있다. 또한 100km가 넘는 타이완 해협을 횡단하는 문제에 있어서도 해저 터널이 거론되고 있지만, 해협을 사이에 둔 두 지역 간의 기후 차와 기상 조건이 서로 달라 이마저도 어려움을 겪고 있다.

## 같이 보기
- 채널 터널
- 타이완 문제
- 대만 해협 해저 터널 프로젝트
- 사할린-홋카이도 터널
- 한일 해저 터널
- 아일랜드-영국 해저 터널 프로젝트(영어판)